# Protomacronema tanganikae
Protomacronema tanganikae är en nattsländeart som beskrevs av Jacquemart 1968. Protomacronema tanganikae ingår i släktet Protomacronema och familjen ryssjenattsländor. Inga underarter finns listade i Catalogue of Life.